# Política externa del gobierno de Shinzō Abe
La política externa del gobierno de Shinzō Abe, primer ministro de Japón, ha atraído el estudio de diversos analistas y expertos en la materia.